# Unde este compania a 7-a?
Unde este compania a 7-a?  (în franceză Mais où est donc passée la septième compagnie ?) este un film francez de comedie din 1973, regizat de Robert Lamoureux.
În timpul dezastrului din iunie 1940, compania a 7-a de transmisiuni, camuflată într-o pădure, este capturată de germani. Doar trei oameni plecați în cercetare scapă fără a fi capturați de inamic: Pithiviers, Tassin și sergentul-șef Chaudard.

## Rezumat
Soldații Pithiviers și Tassin, împreună cu sergentul-șef Chaudard, stabilesc o legătură telefonică între punctul lor de observație și pădurea unde se află grupată compania a 7-a. Din păcate, firul traversează un drum pe unde trece o coloană germană: aceasta îl observă și mergând de-a lungul lui reușește să încercuiască și să captureze compania a 7-a.
Au loc numeroase tentative ale celor trei soldați de a ieși din capcana în care au căzut. Ei îl întâlnesc pe locotenentul Duvauchel, pilot de vânătoare al cărui avion fusese doborât și care preia comanda grupului. Din întâmplare, la trecerea printr-un sat, ei se intersectează cu un camion german care avea deasupra sa un tun și sunt forțați în urma unei stângăcii a lui Pithiviers să se lupte cu nemții. Surprinși de prezența lor, germanii nu au timp să riposteze și sunt uciși de Tassin. Cei patru militari iau atunci în stăpânire acel vehicul și încearcă să se deplaseze către front, pentru a face joncțiunea cu trupele franceze.
Printr-o pură întâmplare, ei merg pe un drum greșit și ajung din urmă o coloană de prizonieri francezi păziți de soldați germani, care nu este alta decât compania a 7-a. Cei trei îi depășesc și îi forțează pe germani să avanseze rapid în fața vehiculului, lăsându-i fără supraveghere pe soldații francezi, care dispar rapid în pădurea aflată de-a lungul drumului. Astfel, compania a 7-a este eliberată.
Patru ani mai târziu, în iunie 1944, cei trei se află într-un avion pilotat de locotenentul Duvauchel. Ei urmează a fi parașutați pe teritoriul Franței; Pithiviers a alunecat în avion, făcându-i și pe ceilalți doi să cadă în exterior.

## Distribuție
- Jean Lefebvre - soldatul Pithiviers
- Pierre Mondy - sergentul-șef Chaudard
- Aldo Maccione - soldatul Tassin
- Robert Lamoureux - colonelul Blanchet
- Pierre Tornade - căpitanul Dumont
- Jacques Marin - băcanul
- Marcelle Ranson-Hervé - doamna Thévenay
- Erik Colin - locotenentul Duvauchel
- Paul Bisciglia - tatăl
- Robert Dalban - fermierul
- Alain Doutey - Carlier
- Magali Vendeuil - mama
- Conrad Von Bork - maiorul Von Kurtel
- Corinne Lahaye - Germaine
- François Merlet
- Pierre Mirat - preotul
- Raymonde Vattier
- Florence Blot - doctorița
- Michel Duchezeau - soldat
- Jean-Claude Houdinière - locotenentul
- Rudy Lenoir - adjutantul
- Paul Mercey - brutarul
- Gwenael Rapenne - colaboraționistul

## Producție
- Scenariul îi situează pe eroi în pădurea Machecoul. În realitate, filmul n-a fost turnat la Machecoul; majoritatea scenelor au fost filmate în împrejurimile localităților Cerny și La Ferté-Alais, precum și spre Jouars-Pontchartrain și Rochefort-en-Yvelines. Celebra scenă de la băcănie a fost filmată la Brie-Comte-Robert.
- Robert Lamoureux a scris scenariul filmului plecând de la întâmplările personale trăite în timpul dezastrului din iunie 1940.
- Scena finală a parașutării este bazată pe un fapt real: 58 de parașutiști ai France libre au fost parașutați în Bretania în grupuri de câte trei, în noaptea de 7 spre 8 iunie 1944 pentru a neutraliza rețeaua de căi ferate din Bretania în cadrul debarcării din Normandia, care a avut loc cu două zile mai înainte.
- Succesul filmului a dus la realizarea a două continuări:

– 1975 : A fost regăsită compania a 7-a! de Robert Lamoureux;
– 1977 : Compania a 7-a sub clar de lună de Robert Lamoureux.

## Recepție
- Filmul Unde este compania a 7-a? a fost al 3-lea film francez din 1973 după numărul de spectatori (3.944.014) care l-au vizionat în cinematografele din Franța.